# Seznam kulturních památek v Chlumci nad Cidlinou
Tento seznam nemovitých kulturních památek ve městě Chlumec nad Cidlinou v okrese Hradec Králové vychází z  Ústředního seznamu kulturních památek ČR, který na základě zákona č. 20/1987 Sb., o státní památkové péči, vede Národní památkový ústav jako ústřední organizace státní památkové péče. Údaje jsou průběžně upřesňovány, přesto mohou obsahovat i řadu věcných a formálních chyb a nepřesností či být neaktuální. 
Pokud byly některé části dotčeného území vyčleněny do samostatných seznamů, měly by být odkazy na tyto dílčí seznamy uvedeny v úvodu tohoto seznamu nebo v úvodu příslušné sekce seznamu.

## Chlumec nad Cidlinou I
|  | Kategorie „Statue of Saint Wenceslaus in Chlumec nad Cidlinou “ na Wikimedia Commons | Hledat fotografie a kategorie ve Wikimedia Commons podle rejstříkového čísla památky | Nahrát snímek k tomuto tématu do úložiště Wikimedia Commons |  |

|  | Kategorie „Majorát in Chlumec nad Cidlinou‎ “ na Wikimedia Commons | Hledat fotografie a kategorie ve Wikimedia Commons podle rejstříkového čísla památky | Nahrát snímek k tomuto tématu do úložiště Wikimedia Commons |  |

|  | Kategorie „Maria column in Chlumec nad Cidlinou “ na Wikimedia Commons | Hledat fotografie a kategorie ve Wikimedia Commons podle rejstříkového čísla památky | Nahrát snímek k tomuto tématu do úložiště Wikimedia Commons |  |

|  | Kategorie „Statue of Václav Kliment Klicpera (Chlumec nad Cidlinou) “ na Wikimedia Commons | Hledat fotografie a kategorie ve Wikimedia Commons podle rejstříkového čísla památky | Nahrát snímek k tomuto tématu do úložiště Wikimedia Commons |  |

|  | Kategorie „Saint Ursula Church (Chlumec nad Cidlinou) “ na Wikimedia Commons | Hledat fotografie a kategorie ve Wikimedia Commons podle rejstříkového čísla památky | Nahrát snímek k tomuto tématu do úložiště Wikimedia Commons |  |

|  | Kategorie „Rectory in Chlumec nad Cidlinou “ na Wikimedia Commons | Hledat fotografie a kategorie ve Wikimedia Commons podle rejstříkového čísla památky | Nahrát snímek k tomuto tématu do úložiště Wikimedia Commons |  |

## Chlumec nad Cidlinou IV
|  | Kategorie „Jägerhaus (Chlumec nad Cidlinou) “ na Wikimedia Commons | Hledat fotografie a kategorie ve Wikimedia Commons podle rejstříkového čísla památky | Nahrát snímek k tomuto tématu do úložiště Wikimedia Commons |  |

|  | Kategorie „Loreta (Chlumec nad Cidlinou) “ na Wikimedia Commons | Hledat fotografie a kategorie ve Wikimedia Commons podle rejstříkového čísla památky | Nahrát snímek k tomuto tématu do úložiště Wikimedia Commons |  |

|  | Kategorie „World War II memorial in Chlumec nad Cidlinou “ na Wikimedia Commons | Hledat fotografie a kategorie ve Wikimedia Commons podle rejstříkového čísla památky | Nahrát snímek k tomuto tématu do úložiště Wikimedia Commons |  |

|  | Kategorie „Vlachova vila “ na Wikimedia Commons | Hledat fotografie a kategorie ve Wikimedia Commons podle rejstříkového čísla památky | Nahrát snímek k tomuto tématu do úložiště Wikimedia Commons |  |

|  | Kategorie „Palác škol (Chlumec nad Cidlinou) “ na Wikimedia Commons | Hledat fotografie a kategorie ve Wikimedia Commons podle rejstříkového čísla památky | Nahrát snímek k tomuto tématu do úložiště Wikimedia Commons |  |

|  | Kategorie „Holy Trinity Church in Chlumec nad Cidlinou “ na Wikimedia Commons | Hledat fotografie a kategorie ve Wikimedia Commons podle rejstříkového čísla památky | Nahrát snímek k tomuto tématu do úložiště Wikimedia Commons |  |

|  | Kategorie „Karlova Koruna “ na Wikimedia Commons | Hledat fotografie a kategorie ve Wikimedia Commons podle rejstříkového čísla památky | Nahrát snímek k tomuto tématu do úložiště Wikimedia Commons |  |

## Kladruby
| Památka                                        | Fotografie                                                                                | Rejstříkové číslo v ÚSKP                                                             | Sídelní útvar                                               | Poloha                                                                        | Popis a poznámky |
| ---------------------------------------------- | ----------------------------------------------------------------------------------------- | ------------------------------------------------------------------------------------ | ----------------------------------------------------------- | ----------------------------------------------------------------------------- | --- |
| Pomník selského povstání roku 1775 (Q37150071) | \| \| \| \| \| \|                                                                         | 29077/6-631 Pam. katalog MIS                                                         | Kladruby                                                    | při silnici k Hradci Králové, pp. 1560/1 50°9′0,45″ s. š., 15°28′41,11″ v. d. | Pomník selského povstání roku 1775. Bronzová socha na kamenném podstavci zhotovená podle návrhu Jakuba Obrovského v roce 1937. Zřízeno na umělé travnaté vyvýšenině v upraveném parkovém prostředí, na trojúhelném pozemku, přilehlém severně k silnici I. třídy, na místě porážky vzbouřených sedláků roku 1775, na místě nyní již zrušeného rybníka. Památník sestává z hranolového, kamennými deskami obloženého soklu, na jehož čelní straně je deska s reliéfním výjevem z idylického venkovského života (znázorňující vlevo odpočívajícího mladíka s kosou, vpravo mladou ženu s děckem v náručí, vypouštějící holubici), dále z užšího hranolového podstavce se žulovým obkladem, na němž je postavena bronzová socha mladého sedláka v nadživotní velikosti, svírajícího v pravé ruce kosu, levou rukou si stíníc oči, zahleděného do dáli. Památkově chráněno od 22. ledna 1964. |
|                                                | Kategorie „Pomník selského povstání r. 1775 (Chlumec nad Cidlinou) “ na Wikimedia Commons | Hledat fotografie a kategorie ve Wikimedia Commons podle rejstříkového čísla památky | Nahrát snímek k tomuto tématu do úložiště Wikimedia Commons |                                                                               | |

## Lučice
| Památka                              | Fotografie                                                       | Rejstříkové číslo v ÚSKP                                                             | Sídelní útvar                                               | Poloha                                            | Popis a poznámky |
| ------------------------------------ | ---------------------------------------------------------------- | ------------------------------------------------------------------------------------ | ----------------------------------------------------------- | ------------------------------------------------- | --- |
| Kostel svatého Benedikta (Q37806477) | \| \| \| \| \| \|                                                | 29297/6-649 Pam. katalog MIS                                                         | Lučice                                                      | st. 231, 26 50°8′23,55″ s. š., 15°27′25,14″ v. d. | Kostel sv. Benedikta. Jednolodní venkovský orientovaný bezvěžový kostelík vzniklý přestavbou či na místě staršího předchůdce ze 14. století. Se zvonicí tvoří malebnou skupinu na kopečku nad slepým ramenem Cidliny. Kostel je připomínán roku 1380, dnešní barokní stavba z roku 1718. Areál je tvořen kostelem obklopeným hřbitovem, který je obehnán zdí zhruba obdélného půdorysu. Při jižní straně kostela stojí roubená polygonální zvonice. Památkově chráněno od 22. ledna 1964. |
|                                      | Kategorie „Saint Benedict church (Lučice) “ na Wikimedia Commons | Hledat fotografie a kategorie ve Wikimedia Commons podle rejstříkového čísla památky | Nahrát snímek k tomuto tématu do úložiště Wikimedia Commons |                                                   | |